# Église Sainte-Marie de Taüll
L'église Sainte-Marie (catalan : església de Santa Maria) est une église romane située Taüll sur le territoire de La Vall de Boí, commune de la vallée du même nom et de la comarque de l'Alta Ribagorça dans le nord de la Province de Lérida et de la communauté autonome de Catalogne en Espagne.

## Historique
Comme les églises Saint-Clément de Taüll, Saint-Jean de Boí, Sainte-Eulalie d'Erill la Vall et Saint-Félix de Barruera, Sainte-Marie date d'une vague de construction dans la vallée au XIe siècle.
En novembre 2000, elle est inscrite sur la liste du patrimoine mondial de l'UNESCO avec huit autres églises romanes de la Vall de Boí.

## Architecture

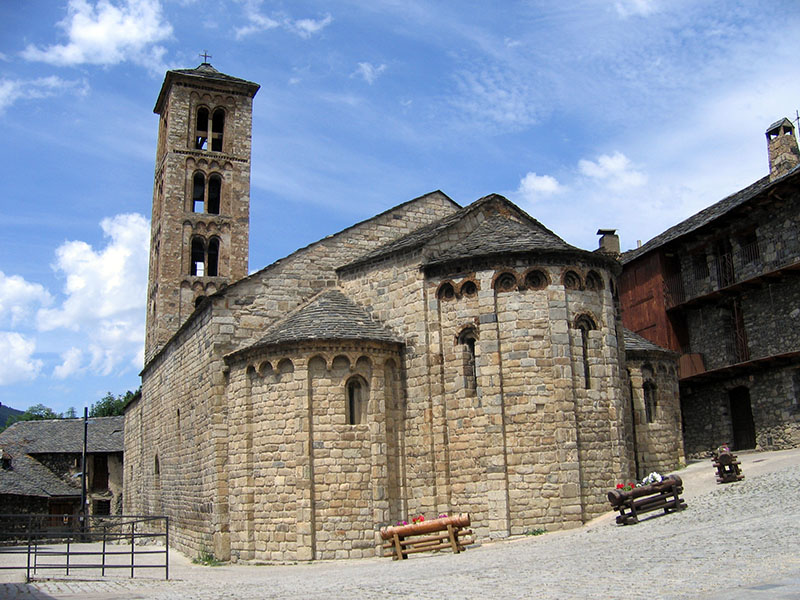
Vue générale.
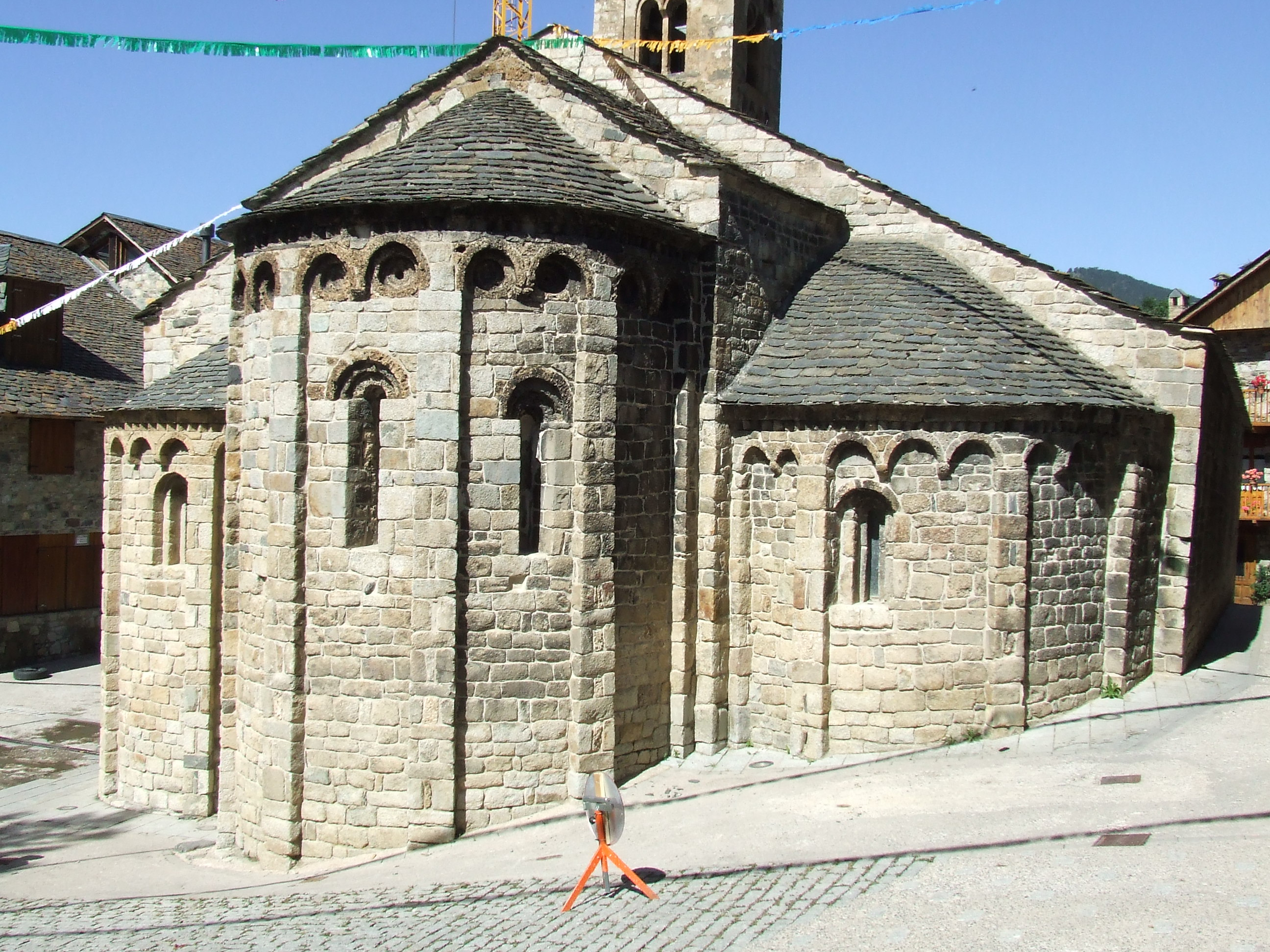
Chevet.
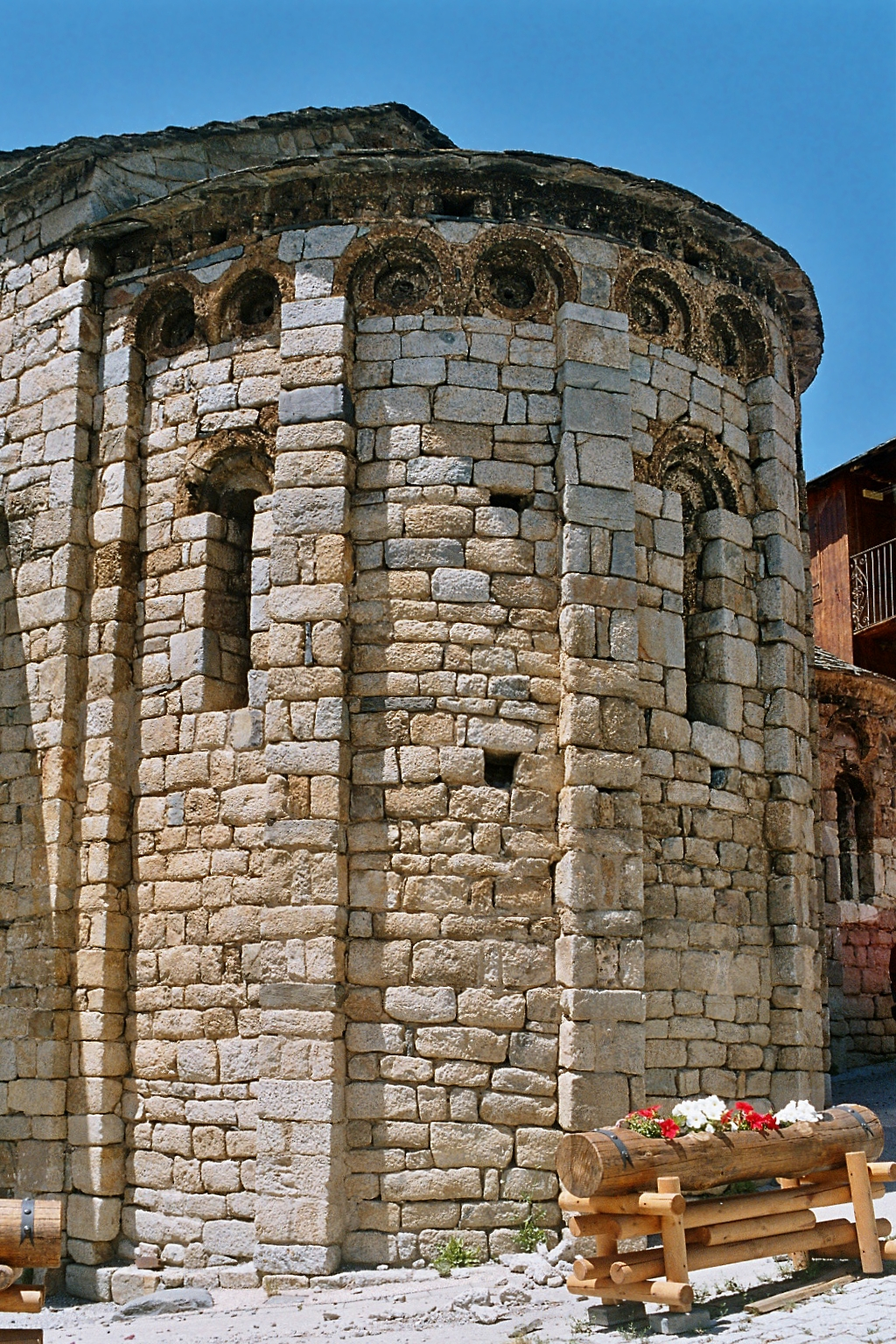
Abside.
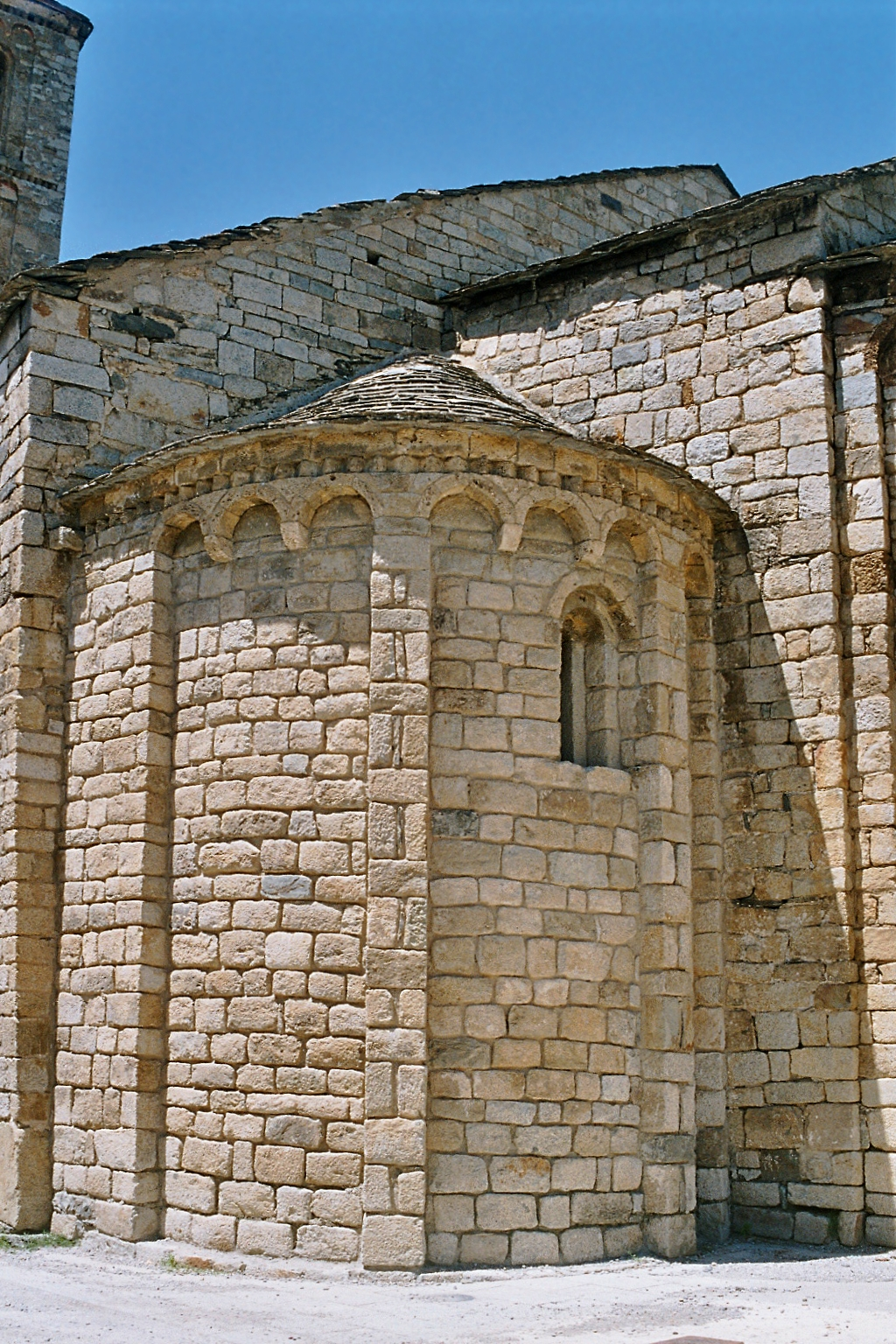
Absidiole gauche.
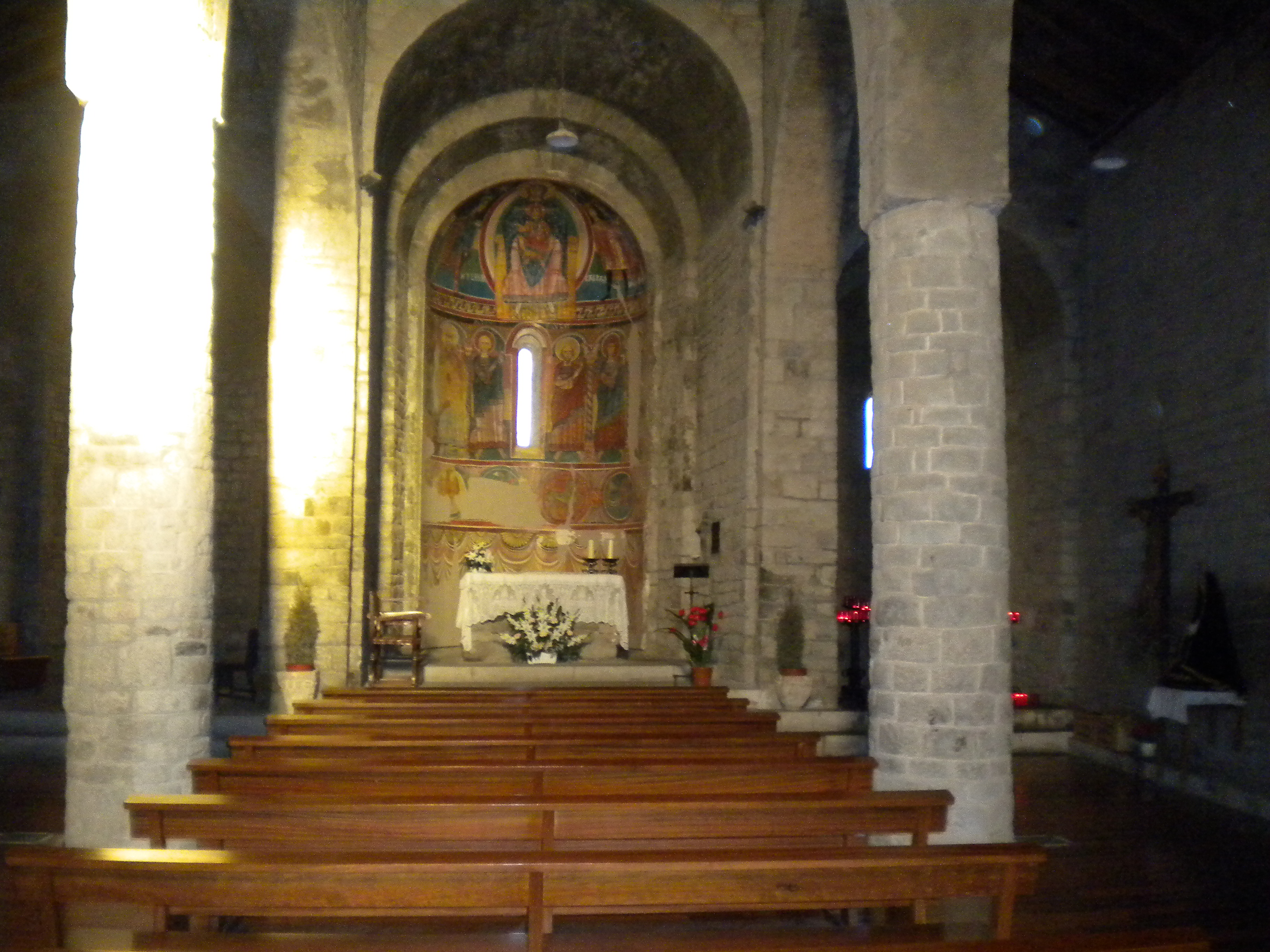
Nef.
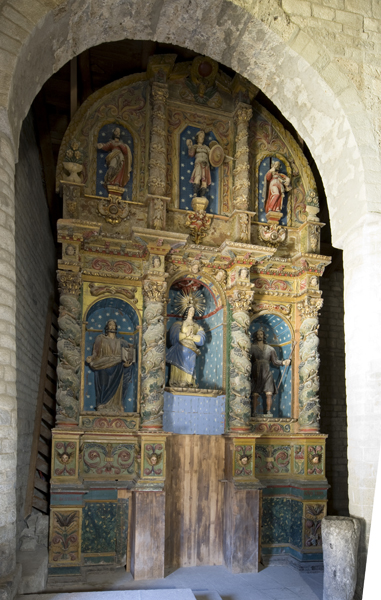
Retable.

## Peintures murales

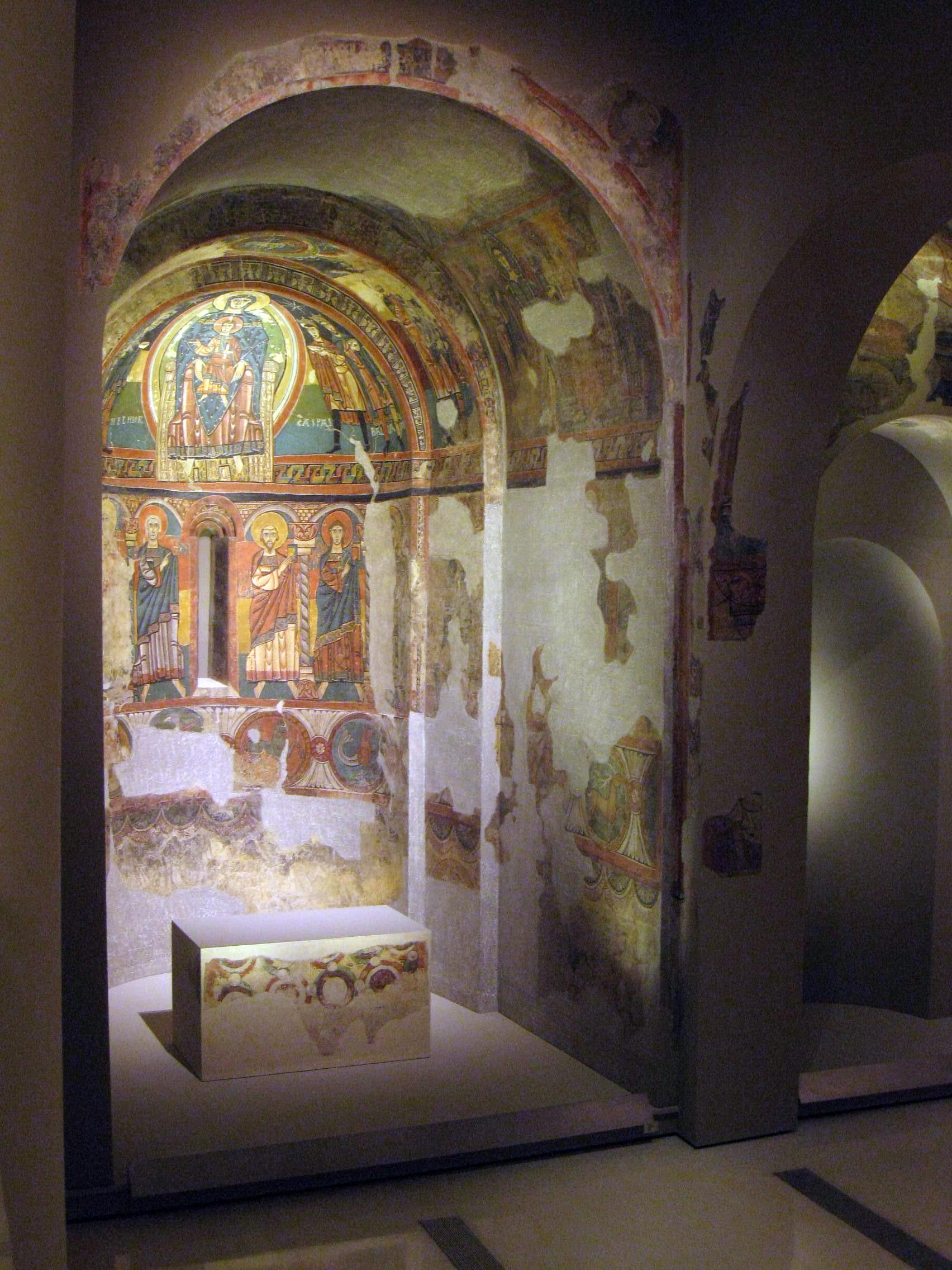
Peintures murales originales, MNAC, Barcelone.
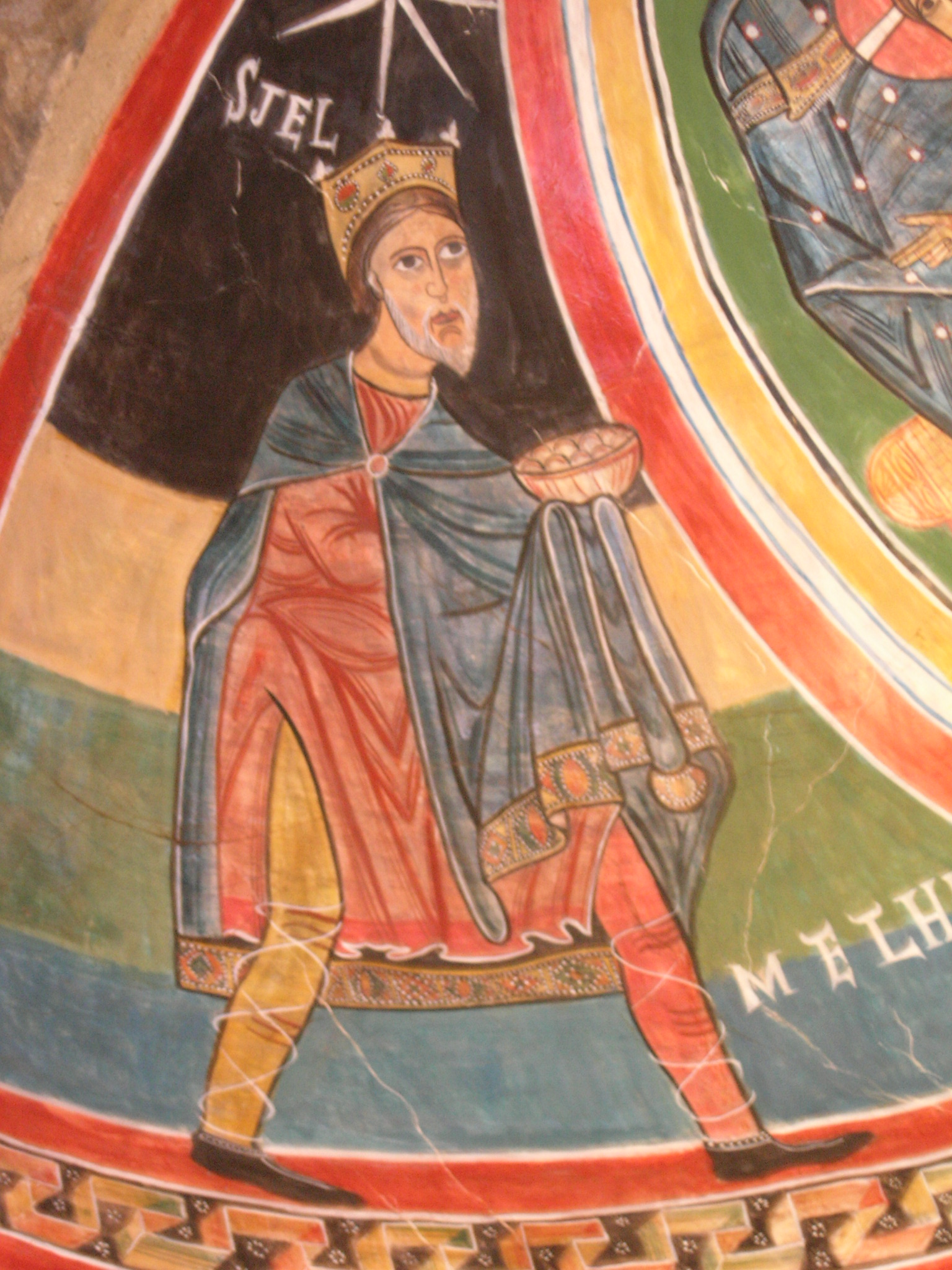
Melchior.
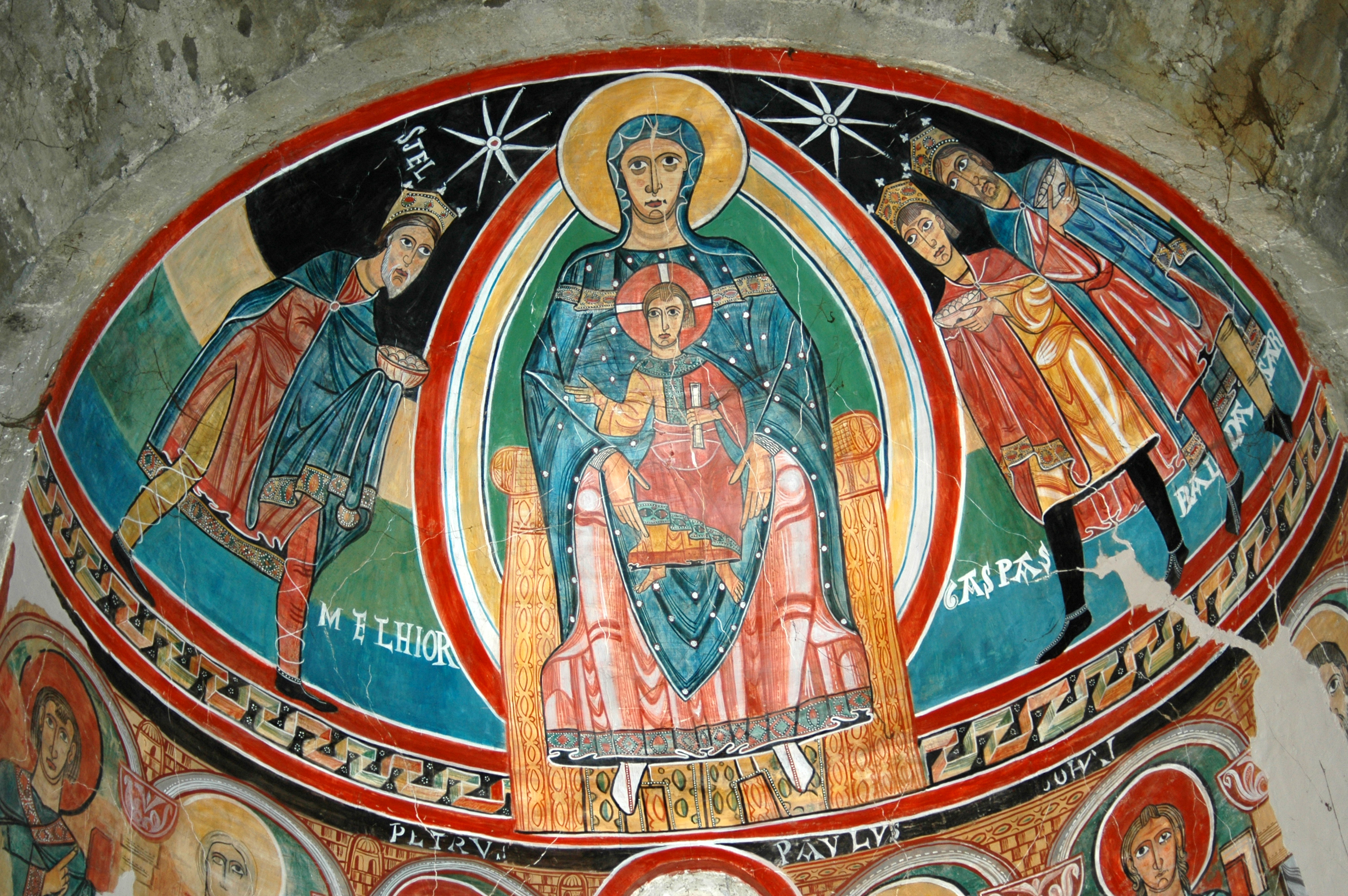
L’Adoration des Rois et la Mère de Dieu, abside centrale.
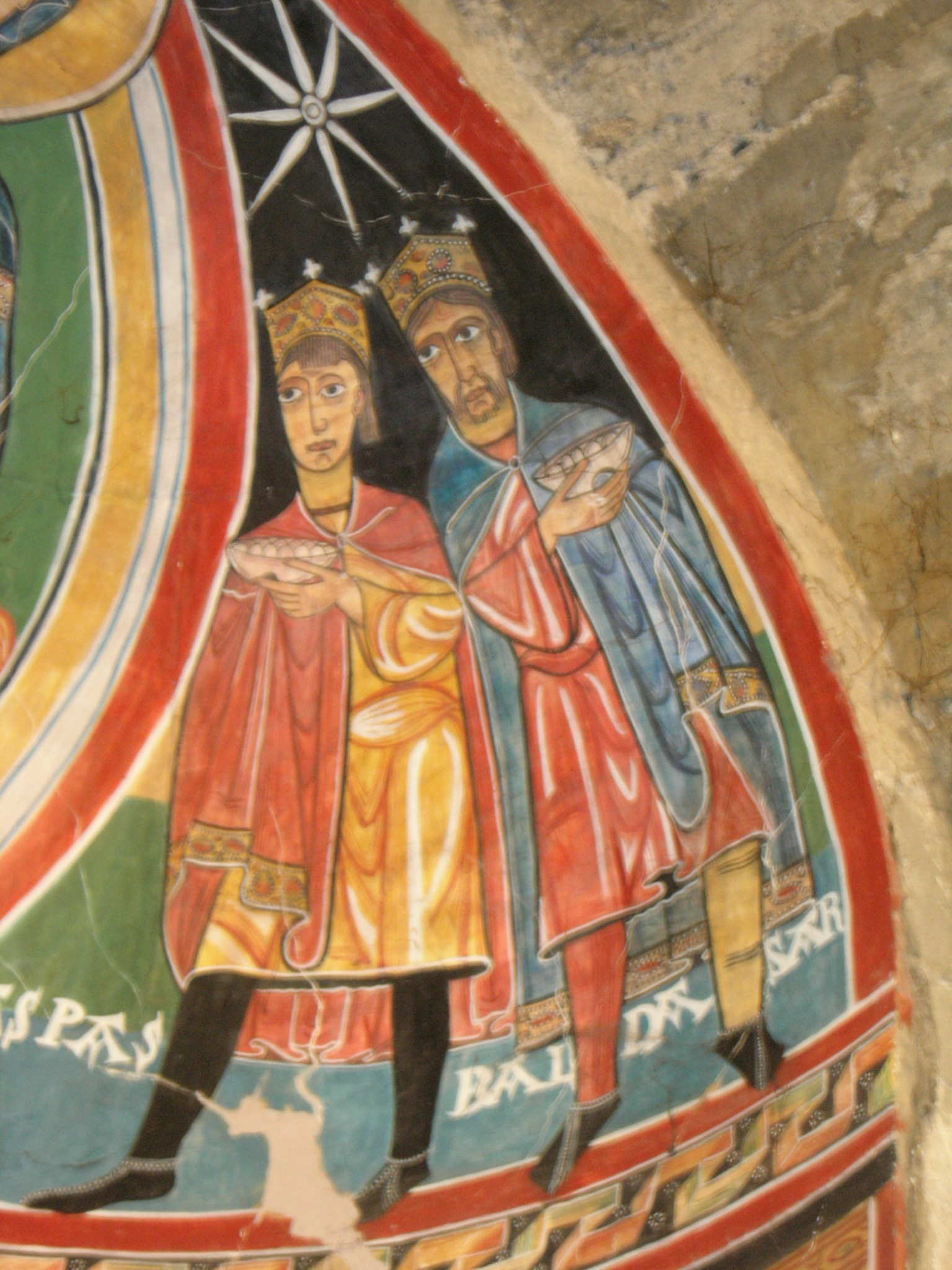
Gaspard et Balthazar.
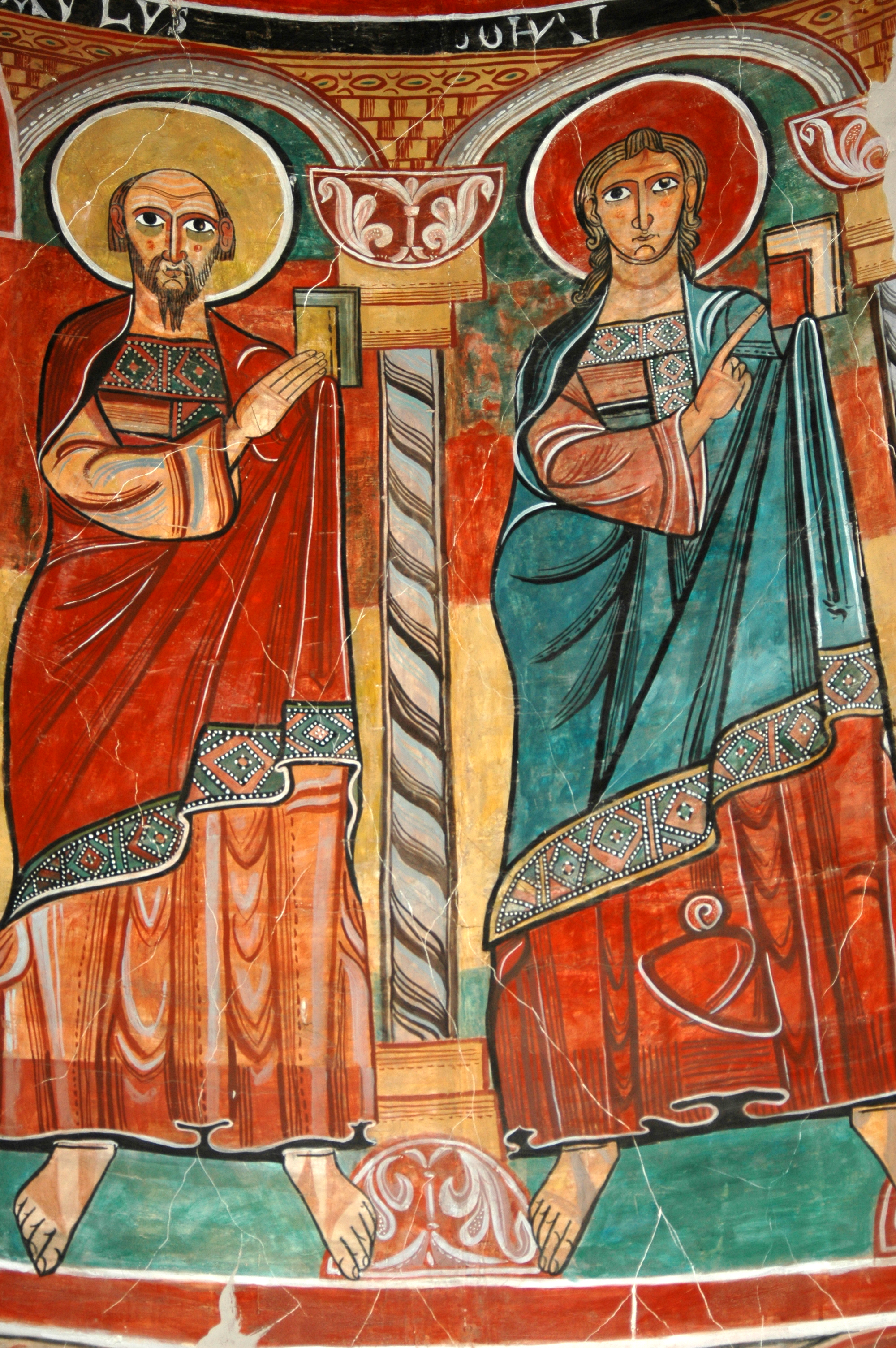
Apôtres.

## Œuvres exposée auMusée national d'Art de Catalogne

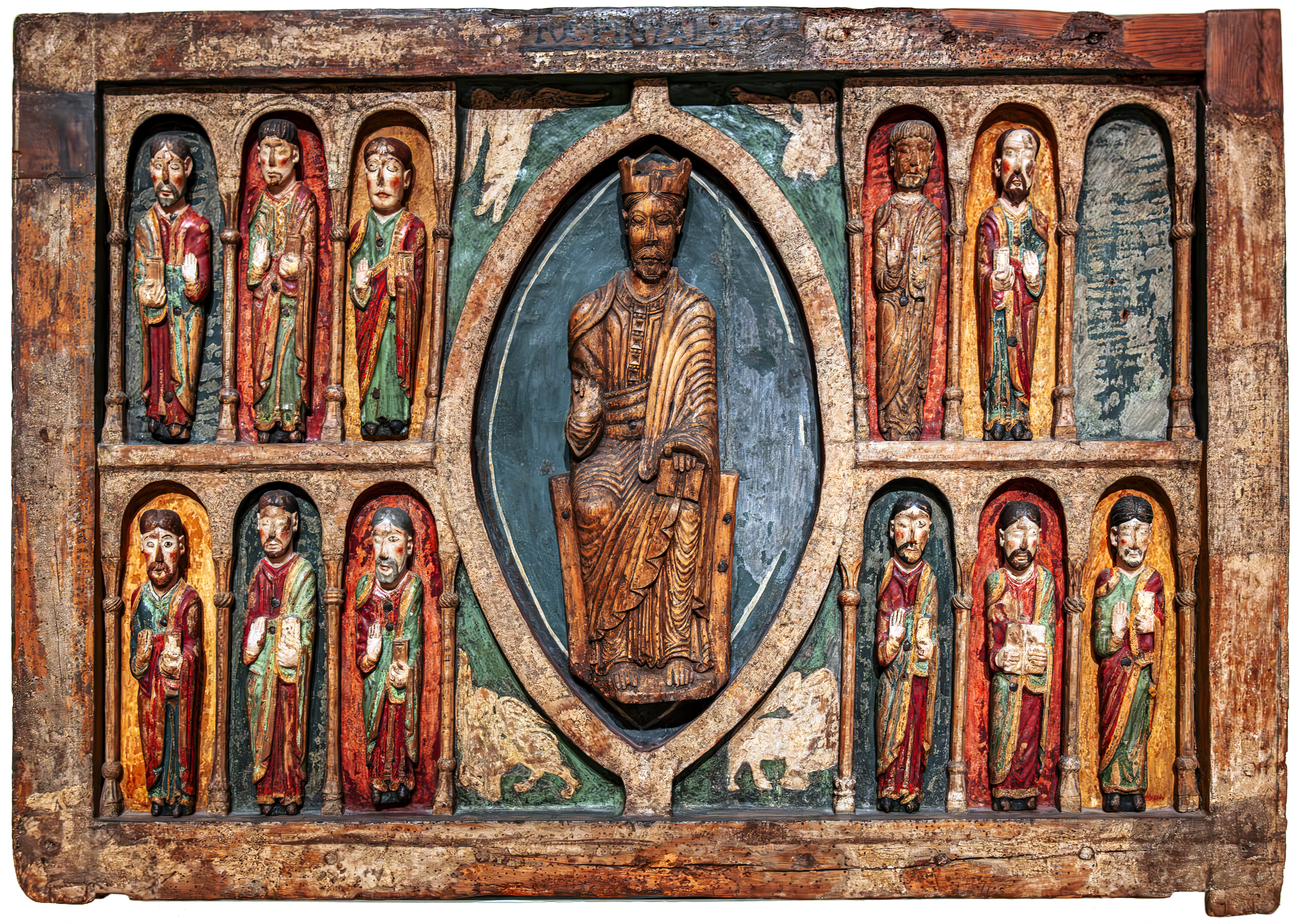
Antependium
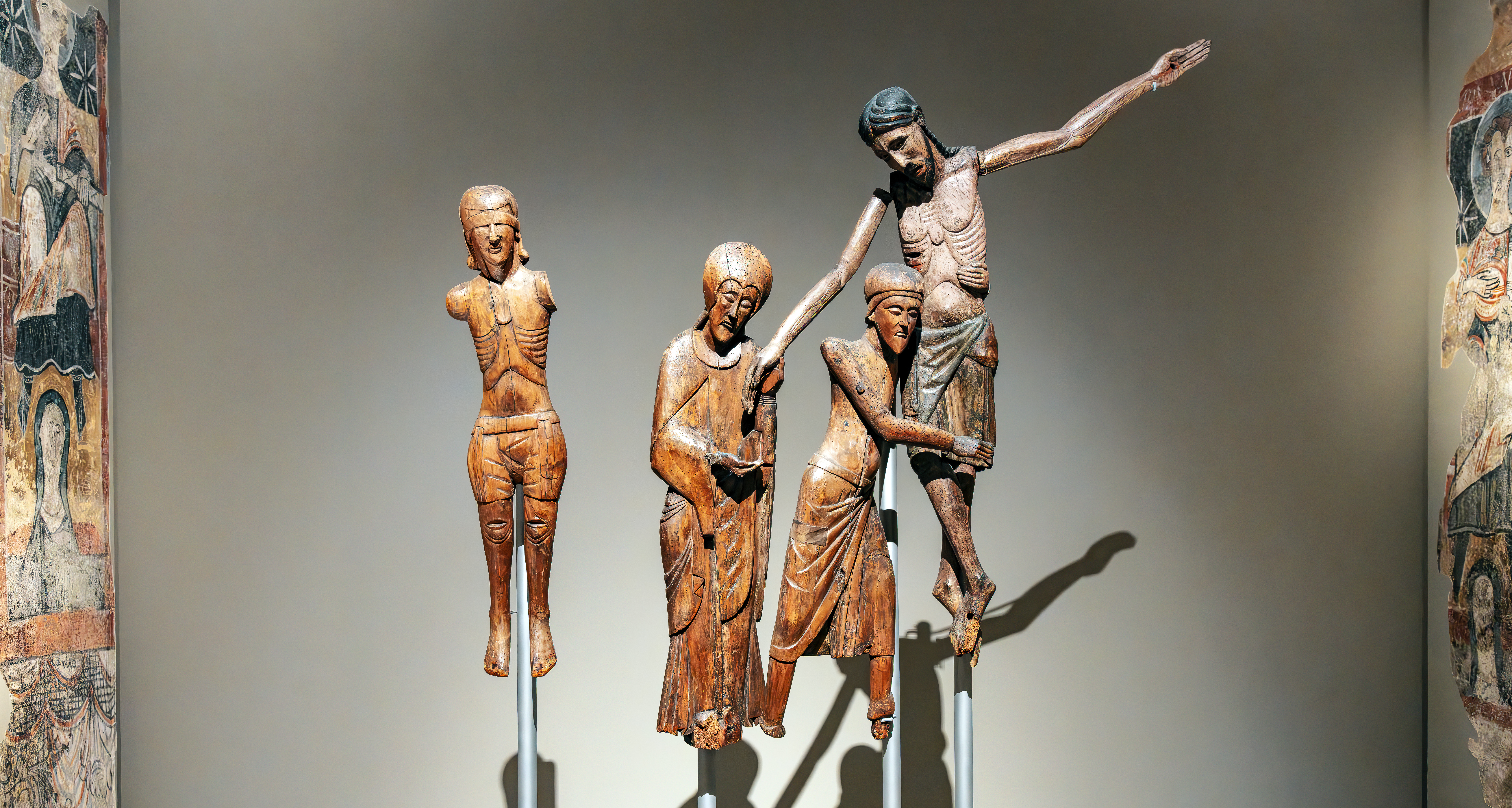
Groupe sculpté de Descente de la Croix